# Socialismo autoritário
O socialismo autoritário é um sistema econômico e político que apoia alguma forma de economia socialista enquanto rejeita o liberalismo político. Como termo, refere-se a um conjunto de sistemas econômico-políticos que se descrevem como socialistas e rejeitam os conceitos democráticos liberais da política multipartidária, liberdade de reunião, habeas corpus e liberdade de expressão, seja por medo da contrarrevolução ou como um fim em si mesmo. Vários países, principalmente a União Soviética, a China e seus aliados, foram descritos por jornalistas e estudiosos como Estados socialistas autoritários.
Ao contrário da ala antiautoritária, antiestatista e libertária do movimento socialista, o socialismo autoritário também abrange algumas formas de socialismo africano, árabe e latino-americano. Embora considerados uma forma autoritária ou iliberal de socialismo de Estado, muitas vezes referida e conflitada como socialismo pelos críticos de direita e argumentada como uma forma de capitalismo de Estado pelos críticos de esquerda, esses estados eram ideologicamente marxistas-leninistas e se declaravam trabalhadores "e camponeses" ou democracias populares.